# Dai-Ichi Kūtei Dan
La Dai-Ichi Kūtei Dan, ovvero 1ª Brigata paracadutisti, è l'unità aviotrasportata delle Forze di autodifesa terrestri del Giappone.
Creata nel 1958 e di base a Funabashi nella prefettura di Chiba, la brigata è un'unità d'élite addestrata a condurre, oltre alle missioni di assalto aereo proprie dei paracadutisti, anche operazioni speciali, azioni di ricognizione, di guerra non convenzionale e di evacuazione di non combattenti.

## Equipaggiamento
- Howa Type 89
- SIG Sauer P220
- FN Minimi
- Type 91 (missile terra-aria)
- ATM-5 (missile anticarro)